# Farmacie

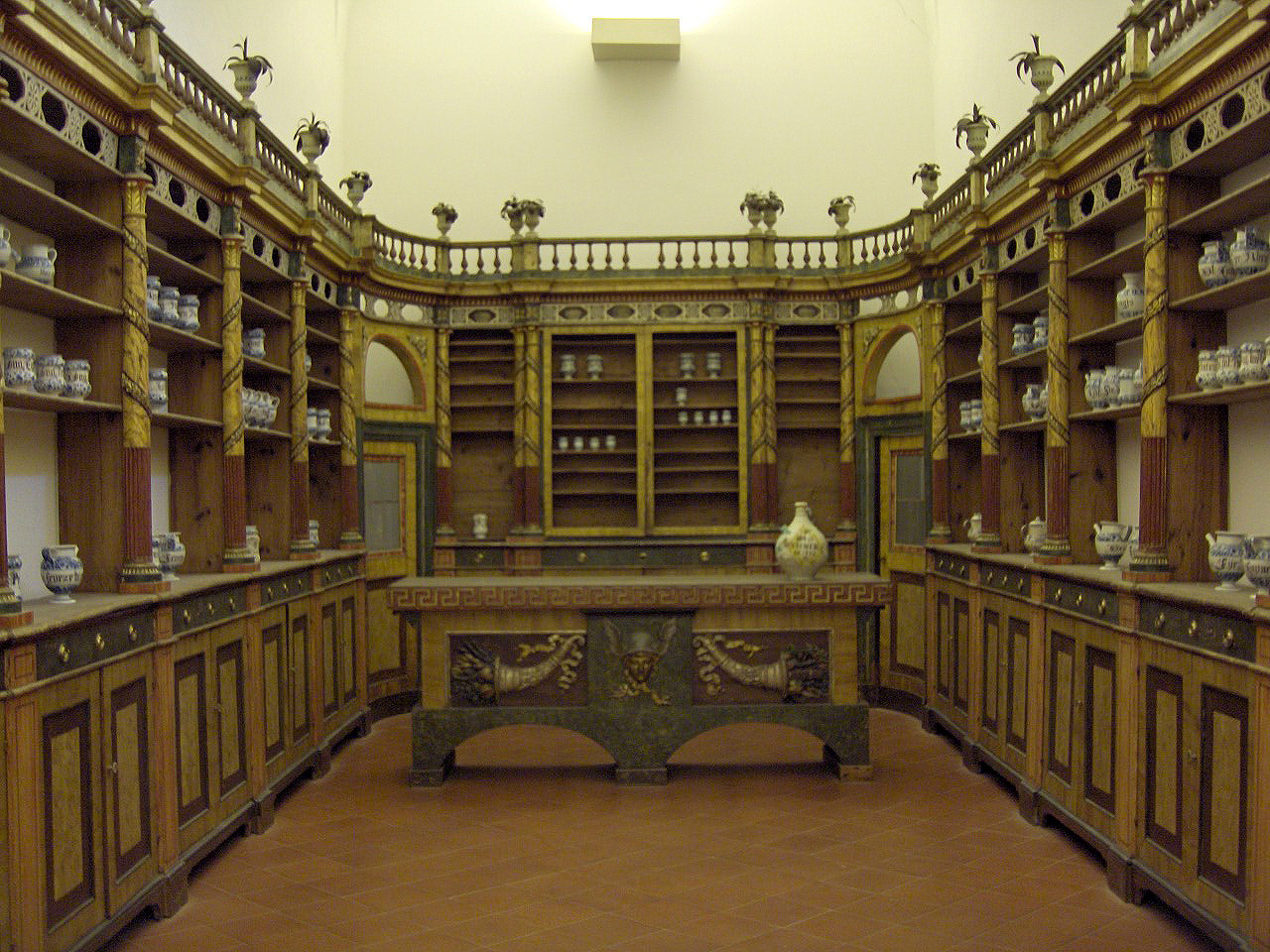
O farmacie italiană din secolul al XIX-lea

Crucea verde este simbolul farmaciei în Europa

Farmacia este, la modul general, știința și tehnica preparării și distribuirii medicamentelor. Colocvial, denumirea de farmacie face referire la locul unde se prepară și se eliberează medicamentele conform rețetelor medicale și normelor din farmacologie. Farmacistul are printre altele datoria de a explica pacientului și efectele secundare nedorite ale medicamentului, ca și despre fenomenul de potențare a două preparate farmacologice.
Practica farmaceutică necesită cunoașterea în profunzime a informațiilor despre medicament, inclusiv detalii legate de mecanismul de acțiune (farmacodinamică), interacțiunile potențiale, interacțiunea organismului cu medicamentul (farmacocinetică) și toxicitatea. De asemenea, sunt necesare cunoștințe legate de procesele fiziopatologice din organism. Există specialități farmaceutice (precum farmacia clinică) în care sunt necesare cunoștințe suplimentare, de exemplu despre prelevarea și interpretarea analizelor de laborator.

## Farmaciile în România
În ianuarie 2013, în România existau aproximativ 7.000 de farmacii.
În Ardeal a fost preluat și termenul străin sub formă de „potică” (maghiară = patika, germană= Apotheke).

## Simboluri ale farmaciei

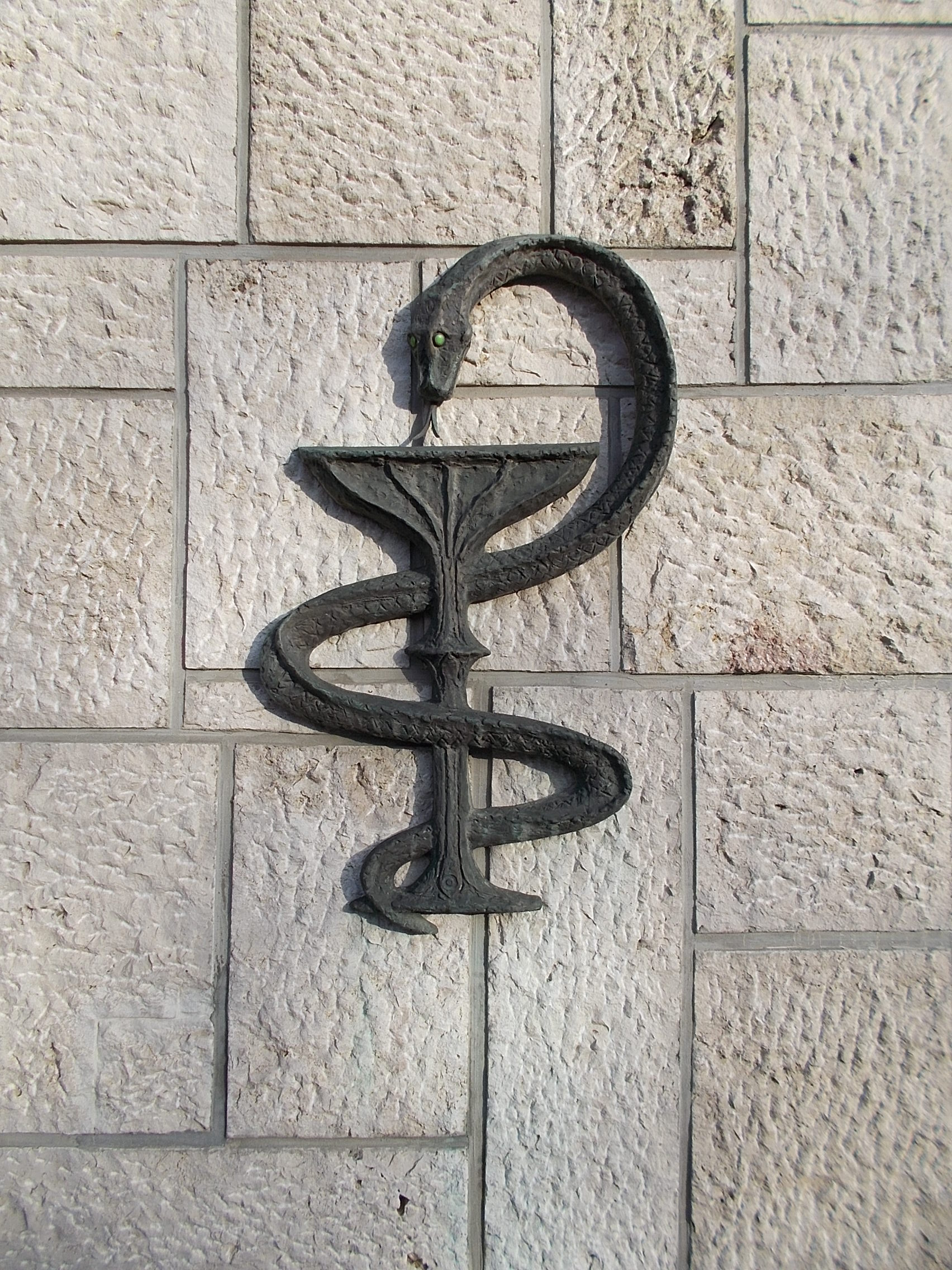
Simbolul internaţional al farmaciei (ca profesie)
Crucea verde, simbol răspândit în Europa şi India
Simbolul farmaciei în Germania